# Football Club Vysočina Jihlava
L'FC Vysočina Jihlava è una società calcistica ceca con sede nella città di Jihlava. Milita nella 2. liga, la seconda divisione del campionato ceco di calcio.
Ha esordito nella 1. liga nella stagione 2005-2006.

## Cronistoria
- 1948 - viene fondata la PAL Jihlava
- 1949 - il club è rinominato in ZSJ PAL Jihlava
- 1951 - il club è rinominato in TSO Spartak Motorpal Jihlava
- 1953 - il club è rinominato in DSO Spartak Jihlava
- 1961 - il club è rinominato in TJ Spartak Jihlava
- 1993 - il club è rinominato in FK Spartak Jihlava
- 1994 - il club è rinominato in FC Spartak PSJ Jihlava
- 1995 - il club è rinominato in FK Spartak PSJ Motorpal Jihlava
- 1997 - il club è rinominato in FC PSJ Jihlava
- 2000 - il club è rinominato in FC Vysočina Jihlava

## Palmarès

### Altri piazzamenti
- Coppa della Repubblica Ceca:

Semifinalista: 2003-2004
- Druhá Liga:

Secondo posto: 2004-2005, 2011-2012, 2018-2019
Terzo posto: 2008-2009, 2010-2011

## Organico

### Rosa 2015-2016
| N. |                                 | Ruolo | Calciatore      |
| -- | ------------------------------- | ----- | --------------- |
| 1  | Rep. Ceca (bandiera)            | P     | Jan Hanuš       |
| 3  | Rep. Ceca (bandiera)            | C     | Marek Opluštil  |
| 5  | Rep. Ceca (bandiera)            | D     | Jiří Krejčí     |
| 6  | Rep. Ceca (bandiera)            | D     | Ondřej Šourek   |
| 7  | Rep. Ceca (bandiera)            | C     | Vojtěch Přeučil |
| 8  | Rep. Ceca (bandiera)            | C     | Adam Jánoš      |
| 9  | Rep. Ceca (bandiera)            | A     | Marek Jungr     |
| 10 | Bosnia ed Erzegovina (bandiera) | A     | Muris Mešanović |
| 11 | Rep. Ceca (bandiera)            | C     | Lukáš Vaculík   |
| 13 | Rep. Ceca (bandiera)            | P     | Jan Kotnour     |
| 14 | Rep. Ceca (bandiera)            | D     | Tomáš Marek     |
| 15 | Rep. Ceca (bandiera)            | D     | Lukáš Kryštůfek |

| N. |                       | Ruolo | Calciatore      |
| -- | --------------------- | ----- | --------------- |
| 16 | Rep. Ceca (bandiera)  | C     | David Štěpánek  |
| 17 | Rep. Ceca (bandiera)  | D     | Petr Tlustý     |
| 20 | Slovacchia (bandiera) | D     | Peter Šulek     |
| 21 | Rep. Ceca (bandiera)  | C     | Patrik Demeter  |
| 22 | Rep. Ceca (bandiera)  | C     | Jakub Fulnek    |
| 23 | Rep. Ceca (bandiera)  | D     | Milan Mišůn     |
| 24 | Ecuador (bandiera)    | C     | Augusto Batioja |
| 26 | Rep. Ceca (bandiera)  | C     | Petr Nerad      |
| 27 | Slovacchia (bandiera) | A     | Matúš Marcin    |
| 28 | Rep. Ceca (bandiera)  | A     | Pavel Dvořák    |
| 30 | Slovacchia (bandiera) | C     | Vladimír Kukoľ  |
| 34 | Slovacchia (bandiera) | P     | Matej Rakovan   |

### Rosa 2012-2013
| N. |                                 | Ruolo | Calciatore      |
| -- | ------------------------------- | ----- | --------------- |
| 1  | Rep. Ceca (bandiera)            | P     | Jan Hanuš       |
| 2  | Brasile (bandiera)              | D     | Gabriel         |
| 3  | Rep. Ceca (bandiera)            | D     | Tomáš Rada      |
| 4  | Croazia (bandiera)              | D     | Petar Gavrić    |
| 6  | Rep. Ceca (bandiera)            | D     | Ondřej Šourek   |
| 8  | Slovacchia (bandiera)           | D     | Igor Obert      |
| 9  | Rep. Ceca (bandiera)            | C     | Marek Jungr     |
| 10 | Bosnia ed Erzegovina (bandiera) | A     | Muris Mešanović |
| 11 | Rep. Ceca (bandiera)            | C     | Lukáš Vaculík   |
| 13 | Slovacchia (bandiera)           | P     | Dalibor Rožník  |
| 15 | Rep. Ceca (bandiera)            | D     | Lukáš Kryštůfek |
| 16 | Rep. Ceca (bandiera)            | C     | Tomáš Kučera    |
| 17 | Rep. Ceca (bandiera)            | D     | Petr Tlustý     |
| 18 | Rep. Ceca (bandiera)            | C     | Jan Kosak       |
| 21 | Rep. Ceca (bandiera)            | C     | Václav Koloušek |

| N. |                       | Ruolo | Calciatore     |
| -- | --------------------- | ----- | -------------- |
| 22 | Rep. Ceca (bandiera)  | C     | Tomáš Josl     |
| 23 | Slovacchia (bandiera) | D     | Karol Karlík   |
| 25 | Rep. Ceca (bandiera)  | D     | Tomáš Marek    |
| 26 | Rep. Ceca (bandiera)  | C     | Lukáš Masopust |
| 27 | Rep. Ceca (bandiera)  | D     | Jan Šilinger   |
| 28 | Rep. Ceca (bandiera)  | A     | Tomáš Sedláček |
| 29 | Rep. Ceca (bandiera)  | P     | Jaromír Blažek |
|    | Rep. Ceca (bandiera)  | D     | Michal Leibl   |
|    | Rep. Ceca (bandiera)  | D     | Milan Kopic    |
|    | Rep. Ceca (bandiera)  | C     | Václav Tomeček |
|    | Slovacchia (bandiera) | A     | Arnold Šimonek |
|    | Rep. Ceca (bandiera)  | A     | David Vaněček  |
|    | Rep. Ceca (bandiera)  | A     | Václav Vašíček |